# Lane moje
"Lane moje" (Serbisk Kyrilliska: Лане моје, uttalas [lânɛ mɔ̌jɛ], Svensk översättning: "Min älskling") är namnet på en sång framförd av den serbiske sångaren, kompositören och musikern Željko Joksimović och Ad Hoc-orkestern i Eurovision Song Contest 2004, tävlande för Serbien och Montenegro.

 Låten vann sin semifinal, och i finalen gick man en tuff match mot Ukraina:s storstjärna Ruslana och hennes Wild dances. När omröstningen var klar stod det klart att Lane Moje slutat på en andraplats med 263 poäng, 17 poäng efter just Ruslana. Det var det första bidrag som inte vann trots att bidraget fick över 200 poäng . 